# Tetrastichus oxyurus
Tetrastichus oxyurus är en stekelart som beskrevs av Filippo Silvestri 1913. Tetrastichus oxyurus ingår i släktet Tetrastichus och familjen finglanssteklar.
Artens utbredningsområde är Nigeria. Inga underarter finns listade i Catalogue of Life.